# Paisatge vitícola de l'illa de Pico
El Paisatge vitícola de l'illa de Pico (en portuguès, Paisagem da cultura da vinha da ilha do Pico), situat a l'illa de Pico, a l'arxipèlag de les Açores, forma part del Patrimoni de la Humanitat de la UNESCO des del 2004.
Abasta una superfície de 987 hectàrees de l'illa de Pico, la segona en grandària de l'arxipèlag de les Açores. La zona classificada inclou un notable conjunt de murs paral·lels i perpendiculars a la costa, que és rocosa. Els murs es van construir per protegir de l'aigua del mar i del vent milers de petites parcel·les rectangulars contigües, anomenades "currais".
Aquesta viticultura, els primers registres de la qual daten del segle xv, es manifesta per un extraordinari conjunt d'elements existent en cases particulars, solars (d'inicis del segle XIX), cellers, esglésies i ports. Aquest bellíssim paisatge, construït per l'ésser humà, deriva d'una pràctica antiga que abastava tota la regió açoriana.